# Stadion Kołos w Kowaliwce
Stadion "Kołos" (ukr. Cтадіон «Колос», Stadion "Kołos") – stadion w Kowaliwce.
Stadion "Kołos" w Kowaliwce został zbudowany po II wojnie światowej. Z czasem stał się nieprzydatny do rozgrywania meczów. W 2014 na miejscu zrujnowanego stadionu w centrum miejscowości powstał nowy obiekt sportowy. Arena mogła początkowo pomieścić 950 widzów, ale później jej pojemność wzrosła do 1020 miejsc. Stadion ma dość specyficzny układ: trybuny znajdują się w odległości kilkunastu metrów od linii bocznej, za bramkami nie ma trybun, z jednej bocznej strony są dwie małe trybuny z zadaszeniem, a z drugiej – jedna długa trybuna bez zadaszenia, która rozciąga się wzdłuż całej bocznej linii boiska i ma jedynie 3 rzędy siedzeń. Na stadionie znajduje się również elektroniczna tablica wyników. Dla wygody kibiców na stadionie można kupić jedzenie i wodę. Jedynym istotnym mankamentem w infrastrukturze stadionu była toaleta, która nie spełniała wymagań sanitarnych. Kiedy w 2020 roku rozpoczęła się renowacja stadionu, obiekt mógł pomieścić 1850 osób. Oficjalne otwarcie wyremontowanego stadionu ogłoszono 2 września 2020 roku. Nowa konstrukcja stadionu pozwala na wykorzystanie stadionu do rozgrywek europejskich. Nowy stadion może pomieścić do 5000 widzów. Boisko jest podlewane za pomocą automatycznego systemu tryskaczowego. Pierwszy mecz po rekonstrukcji odbył się 5 września 2020 roku, podczas towarzyskiego spotkania z Dynamem Kijów.